# 김영환 (바둑 기사)
김영환(金榮桓, 1970년 12월 21일 ~ )은 대한민국의 바둑 기사이다.

## 약력
1984년 제1회 세계청소년 바둑선수권 대회에서 우승. 1987년 입단. 1994년 13기 MBC 제왕전 본선, 1996년 四단, 제5회 진로배 세게바둑최강전 한국대표 출전,제8회 동양증권배 4강에 진출해 김승준, 최명훈 함께 포스트 이창호 의 신예 중 하나가되었다. 12기, 14기, 16기 ~ 17기 ,20기 ~21기 KBS 바둑왕전 본선. 1990년 40기 , 1998년 42기 국수전 본선 2001년 2002년 중국 갑급 리그에 복건 팀에서 출장. 2002년 결혼하여 2003년 7단, KT컵 마스터즈 경기 베스트 8. 2005년 전자랜드 배 왕중왕전 백호 조 준우승, 8단. 2008년 9단. 2009년 박카스배 천원전 8강에 올랐다.
1987년에 입단하였으며, 현재 한국바둑리그 KIXX의 감독이다.